# Richard Bohringer
Richard Bohringer (ur. 16 stycznia 1942 w Moulins) – francuski aktor filmowy. Za rolę strażnika, niebezpiecznego socjopaty sfrustrowanego życiem w dreszczowcu Rachunek (L’Addition, 1984), otrzymał nagrodę Cezara dla najlepszego aktora w roli drugoplanowej. W 1988 zdobył statuetkę Cezara dla najlepszego aktora, za rolę Pelo, męża Marcelle w dramacie Długa droga (Le Grand Chemin, 1987).

## Filmografia
- 1980: Prywatka jako Guibert, przyjaciel François Beretton
- 1980: Ostatnie metro (Le dernier métro) jako oficer Gestapo
- 1981: Diva jako Gorodish
- 1981: Jedni i drudzy jako Richard
- 1985: Metro jako sprzedawca kwiatów
- 1989: Kucharz, złodziej, jego żona i jej kochanek jako Richard Borst
- 1990: Stan the Flasher jako David
- 1992: Wyznania łgarza jako Charles
- 1993: Tango jako Vincent Baraduc
- 2003: Skok życia jako Laurent Bastaldi
- 2004: Młodzi, piękni i szaleni jako François Bricard
- 2008: Admirał jako generał Maurice Janin

## Dyskografia

### Albumy
- 1990: Errance
- 1992: Bohringer
- 2002: C’est beau une ville la nuit

## Nagrody
- Cezar
  - 1985: Najlepszy aktor drugoplanowy, za Rachunek
  - 1988: Najlepszy aktor, za Długa droga